# Ley PIACI
La Ley n.º 28736, o Ley para la protección de pueblos indígenas u originarios en situación de aislamiento y en situación de contacto inicial, también conocida como Ley PIACI, es una ley de la República del Perú, que fue aprobada por el Congreso de la República el 24 de abril de 2006 y promulgada por el Poder Ejecutivo el 16 de mayo de ese mismo año, por la cual el estado peruano regula y se responsabiliza de proteger los derechos de los pueblos originarios en situaciones de aislamiento voluntario o de contacto inicial, prevaleciendo la decisión de estos pueblos de no establecer contacto con el resto de la sociedad peruana. A través de ella se busca proteger su cultura, modo de vida tradicional y las tierras que tradicionalmente habitan, al mismo tiempo de restringir el acceso de personas ajenas a estos pueblos y cualquier explotación de los recursos que hubiera en los territorios por parte de foráneos, lo que como consecuencia afectaría sus derechos.

## Antecedentes

### ¿Qué significa PIACI?
El término PIACI hace referencia de las siglas de Pueblos Indígenas en Situación de Aislamiento y Contacto Inicial, que son un subgrupo de los pueblos originarios del Perú. Hasta el momento, El Estado peruano ha reconocido alrededor de 7000 personas agrupadas en 20 pueblos PIACI, mediante diferentes Decretos Supremos.
Los PIACI pueden diferenciarse en dos grupos. Por un lado, los pueblos en situación de aislamiento (PIA) y los que están en situación de contacto inicial (PICI). El primer grupo están condirmado por pueblos que no mantienen relaciones sociales con los demás integrantes de la sociedad nacional. Incluso, los que, después de haber tenido vínculos, optaron por descontinuarlos.
Por otro lado, el segundo grupo, los PICI, han decidido dejar de estar en aislamiento, pero están retomando progresivamente su relación con el resto de la sociedad peruana.

### ¿Dónde habitan?
Hasta el momento, los PIACI han sido identificados en la Amazonía peruana. Debido a que estos pueblos desean no tener contacto con la sociedad peruana, el Estado peruano ha delimitado espacios territoriales para su uso exclusivo y así respetar sus derechos. Actualmente, estos territorios son:
| Nombre de la reserva                                 | Publicación oficial                                                    | Ubicación                 |
| ---------------------------------------------------- | ---------------------------------------------------------------------- | ------------------------- |
| Reserva Territorial Madre de Dios                    | Memorando N° 168-2012-VMI/MC                                           | Madre de Dios             |
| Reserva Indígena Isconahua                           | Decreto Supremo N°007-2016-MC                                          | Ucayali                   |
| Reserva Indígena Murunahua                           | Decreto Supremo N°007-2016-MC                                          | Ucayali                   |
| Reserva Indígena Mascho Piro                         | Decreto Supremo N°007-2016-MC                                          | Ucayali                   |
| Reserva Territorial Kugapakori, Nahua, Nanti y otros | Sistema Nacional de Áreas Naturales Protegidas por el Estado (SINANPE) | Cusco y Ucayali           |
| Reserva indígena Yavarí Tapiche                      | Decreto Supremo N° 007-2021-MC                                         | Loreto                    |
| Reserva Indígena Kakataibo Norte y Sur               | Decreto Supremo n.° 015-2021-MC                                        | Loreto, Ucayali y Huánuco |
| Reserva indígena Sierra del Divisor Occidental       | Decreto Supremo n.° 004-2024-MC                                        | Loreto y Ucayali          |

## Justificación
Previo a la aprobación de la Ley Nº 28736, el Estado peruano contaba con normas con rango de ley que procuraban la subsistencia de territorios habitados o cercanos a los pueblos indígenas u originarios en situación de aislamiento y en situación de contacto inicial, para su protección. Asimismo, a través de la Ley n.° 22175 se estipulaba la delimitación territorial de las Comunidades en Situación de Contacto Inicial y Esporádico, siguiendo sus tradiciones de uso de recursos naturales. Sin embargo, estos contenidos normativos tenían vacíos para la protección efectiva de los Pueblos en Situación de Aislamiento Voluntario y Contacto Inicial, tales como la protección de sus vidas, el respeto a su decisión respecto del Estado Nación peruano, el libre uso y acceso a sus territorios y la determinación de sus territorios como reservas intangibles, basados en el Convenio N°169. Dichas ausencias motivaron que en 2005 las organizaciones AIDESEP, CCP y CNA presentaron la propuesta de anteproyecto de la Ley de Comunidades Campesinas, posteriormente dictaminada por la Comisión de Amazonía, Asuntos Indígenas y Afroperuanos del Congreso de la República del Perú presentara el Dictamen del Proyecto de Ley N°13057/2004- CR.

## Contenido de la ley
Según la ley, los pueblos indígenas son aquellos que se autorreconocen como tales, tienen una cultura propia, poseen un área de tierra y forman parte del Perú. De estos, la ley es aplicable a quienes estén en situación de aislamiento voluntario o en situación de contacto inicial, es decir, a aquellas sociedades indígenas cuyo aislamiento se debe a que no mantienen relaciones sociales sostenidas con el resto de la sociedad nacional o que, habiéndolo hecho, decidieron dejar de tenerlas, o en el otro caso, a las que han comenzado a tener relaciones sociales con el resto de la sociedad nacional. Se tratan de sociedades nómades o seminómades con una economía de subsistencia, con una cultura considerablemente integrada con el ecosistema en donde viven y en interrelación con el medio ambiente, viviendo de forma autosuficiente.
En su artículo 4, esta ley obliga al estado peruano a proteger y garantizar los derechos de esta categoría de pueblos indígenas. En particular, a proteger su derecho a la vida y a la salud mediante políticas preventivas, dada su vulnerabilidad frente a las enfermedades transmisibles ante el contacto con personas foráneas; respetar su decisión en cuanto a la forma de relación con el resto de la sociedad nacional, si desean tener contacto o permanecer aislados de ella; protegiendo su cultura y tradiciones, reconociendo su relación funcional y espiritual con el entorno donde viven; reconociendo el derecho a la tierra que ocupan y restringiendo el acceso a personas externas a estas sociedades indígenas; y garantizarles el libre acceso y uso de las tierras para sus actividades de subsistencia. Además, el estado debe establecer reservas indígenas sobre las tierras que ocupan y ocuparon tradicionalmente.

## Controversia

### Posturas en contra de la Ley
A pesar de la existencia de la ley PIACI desde el 2006; en Loreto ha generado una controversia debido a la postura adoptada por las autoridades regionales y los empresarios que forman parte de la Cámara de Comercio de esa región. Estos actores se han mostrado abiertamente en contra de la aplicación de esta ley e incluso afirman desconocer la existencia de los Pueblos Indígenas u Originarios en situación de Aislamiento o en situación de Contacto Inicial. Su principal argumento radica en que consideran que esta ley obstaculiza el desarrollo económico de la región. Como consecuencia de esta postura, en julio de 2022 solicitaron la derogación de la ley o la reestructuración de la Comisión Multisectorial encargada de los procesos de creación de las reservas indígenas para los pueblos aislados, tal como se establece en la mencionada Ley.

### Intereses económicos y políticos
De acuerdo con la Asociación Interétnica de Desarrollo de la Selva Peruana (AIDESEP), ha habido un impulso para modificar la Ley PIACI con el fin de favorecer intereses económicos directos en los territorios de los pueblos indígenas en aislamiento de Loreto y otras regiones. Se argumenta que a través de este proyecto de ley, se busca desconocer la existencia de estos pueblos y despojarlos de sus territorios para permitir el saqueo de recursos.
La Defensoría del Pueblo ha expresado su preocupación por la adhesión de las autoridades estatales de Loreto a este manifiesto en contra de los PIACI, lo cual evidencia un desconocimiento de la responsabilidad del Estado de respetar y garantizar los derechos humanos, así como su obligación de implementar medidas internas para asegurar su cumplimiento. En este contexto, la Defensoría ha instado a las autoridades de Loreto a abstenerse de realizar acciones que vulneren los derechos humanos de los PIACI y, por el contrario, a tomar las medidas necesarias y apropiadas en el marco de sus competencias para promover sus derechos y contribuir en la evaluación de las solicitudes de reservas indígenas que actualmente están en proceso.
Asimismo, se ha exhortado al Ministerio de Cultura, así como a los gobiernos regionales y locales en cuyas jurisdicciones habitan los PIACI, a tomar las acciones necesarias para garantizar la protección de los derechos de esta población altamente vulnerable. Se destaca que la existencia de estos pueblos implica obligaciones por parte del Estado, y el incumplimiento de estas obligaciones podría resultar en la responsabilidad estatal.

### Campañas desinformativas
Organizaciones de la sociedad civil comprometidas con los Derechos Humanos y Ambientales, como la Coordinadora Nacional de Derechos Humanos (CNDDHH) y AIEDESEP, han denunciado una campaña de desinformación liderada por grupos que se oponen a los derechos en Loreto. Estas organizaciones han destacado las acciones emprendidas por grupos de interés económico que están llevando a cabo campañas engañosas con el objetivo de socavar la existencia y los derechos de los PIACI. Además, estos grupos buscan debilitar y derogar la Ley PIACI, contando con el apoyo de algunos congresistas. Es importante recordar a estos legisladores que existen marcos jurídicos nacionales e internacionales que respaldan sus derechos. Como Estado peruano, se le recalcó la obligación internacional de cumplir con estos marcos y garantizar la protección de los derechos de estas comunidades vulnerables.
La CNDDHH ha señalado que a pesar de los compromisos expresados por el presidente del Congreso de la República, José Williams Zapata, en una reunión con la organización indígena nacional AIDESEP, no se ha cumplido con el traslado prometido. Estas posturas en contra de los PIACI ha sido resultado de una campaña engañosa liderada por grupos que se oponen a los derechos humanos en la región de Loreto, así como por autoridades regionales y provinciales que niegan su existencia. Según la CNDDHH, estas mismas autoridades muestran intenciones que ponen en riesgo la supervivencia de estos pueblos al propiciar contactos y desplazamientos forzados.